# Loverboy (canción)
«Loverboy» (en español: «amante») es una canción escrita y producida por la cantante estadounidense Mariah Carey, utilizando una muestra de una canción originalmente escrita por Larry Blackmon y Thomas Jenkins, y fue producida por Carey y Clark Kent para el décimo álbum de Carey Glitter (2001). La producción se basa en un sample (muestra) de la canción "Candy" de Cameo, quien también aparece en la grabación. "Loverboy" fue el primer sencillo de Glitter lanzado a mediados del 2001.

## Lanzamiento y recepción
«Loverboy» fue la última canción de Carey que alcanzó el top 40 en Estados Unidos hasta el lanzamiento de su décimo cuarto álbum The Emancipation of Mimi en el 2005. Como ella era la única artista en tener al menos un número uno en el Hot 100 por cada año de la década de los noventa, se vio muy presionada pues todos pensaban que ella debería continuar con ésta secuencia.
Carey y su entonces nuevo sello discográfico Virgin Records planearon la fecha del lanzamiento de "Loverboy" en que la competencia fuera más baja. Además se le descontaron 49 centavos al precio del sencillo en CD para ayudar a la canción a ascender en las listas. Este movimiento fue un fracaso, ya que muchos consideraban que el descuento del precio era un intento "descarado" de obtener un nuevo éxito.
Durante este mismo periodo Sony Music (el anterior sello de Carey) cambió la fecha del lanzamiento del sencillo "Bootylicious" de Destiny's Child, situándolo en competencia directa con "Loverboy". "Loverboy" vendió más que "Bootylicius" pero este último recibió muchas más emisiones en la radio por lo que alcanzó el número uno. Se decía que el presidente de Sony Tommy Mottola (exmarido de Carey) lo hizo a propósito para sabotear su carrera. 
Con "Loverboy" Carey rompió un nuevo récord, el del mayor salto al número dos; desde el número sesenta.  Muchos críticos creían que el sencillo no hubiera llegado tan alto si no se le hubiera bajado el precio.
Cómo su punto máximo fue el número dos Carey no solo terminó con su secuencia de números unos, si no que también de álbumes de estudio que no alcanzaban el primer puesto ya que Glitter sólo alcanzó el siete y recordemos que todos su álbumes de estudio anteriores al menos habían alcanzado el número dos (a excepción de Emotions que sólo llegó al cuatro) aún con todo los intentos descarados de tommy mottola por sabotear a MARIAH CAREY su single loverboy fue el más vendido del 2001. 
La canción fue certificada de oro por la RIAA, se mantuvo en el Hot 100 por catorce semanas y se clasificó en el número ochenta en la lista Hot 100 de fin de año (2001).

## Trascendencia en Billboard Hot 100
| Semana   | 1  | 2  | 3  | 4  | 5  | 6  | 7 | 8 | 9 | 10 | 11 | 12 | 13 | 14 |
| -------- | -- | -- | -- | -- | -- | -- | - | - | - | -- | -- | -- | -- | -- |
| Posición | 79 | 75 | 59 | 55 | 61 | 60 | 2 | 2 | 9 | 24 | 49 | 73 | 89 | 95 |

Total: 14 semanas en la lista desde 23/6/01 al 22/9/01

## Sabotaje
El sample (muestra) usado "Candy" de Cameo no era la primera elección. Originalmente se iba a usar el sample de la canción "Firecracker" grabada por Martin Denny y popularizada por la Yellow Magic Orchestra. Se descartó porque los productores de Sony por órdenes de tommy motola (exesposo de mariah carey) utilizaron el sample en la canción "I'm Real" de Jennifer Lopez que fue curiosamente lanzada antes de Glitter, aunque más tarde se usó parte de la melodía de "Firecracker" en algunos de los remix de "Loverboy". En algunos tráileres de la película Glitter se pueden escuchar fragmentos de la versión original de "Loverboy" con "Firecracker". En la película Glitter "Loverboy" es el primer gran éxito de Billie Frank (interpretada por Carey). Tommy Mottola con el fin de castigar y vengarse de Mariah hizo lo posible para que fracasara otorgándole a Jennifer Lopez el sample por el cual mariah había pagado mucho antes para tenerlo en su canción. Tommy y su influencia en la industria habló con muchos amigos para que hagan cosas que no beneficien a mariah carey, el quería que ella no triunfe ya que se habían divorciado por el hecho de que él fue un hombre muy controlador. El quería que mariah crea que sin él ella no era nadie. Lo cual mariah luego le dio una lección con el álbum The Emancipation of Mimi
De acuerdo con el editor de música de "Firecracker", dijo que Jennifer Lopez pidió la licencia para tomar el sample un mes después de Carey. Sony negó que el exesposo de Carey Tommy Mottola haya compartido información con López acerca de la grabación de "Loverboy" pero el productor Irv Gotti dijo que Mottola se contactó con él y le dio instrucciones de crear otra canción que sonara exactamente igual a otra de Glitter llamada "If We" que también contara con la colaboración vocal de los raperos Ja Rule y Nate Dogg.

## Vídeo musical
El videoclip fue dirigido por David LaChapelle. En el aparecen ambos intérpretes: Carey y Cameo. A este último se le puede ver conduciendo un auto en un circuito de carreras de auto y se puede ver a una escultural Mariah Carey vestida con ropa reveladora bailando y cantando en un auto de color rosa y en varias partes de la pista.

## Remixes
El remix principal simplemente titulado "Loverboy Remix" utiliza el mismo sample y concerba la grabación original de la voz de Carey. En general es casi igual a la versión original con la diferencia que tiene una introducción más larga y cuenta con la colaboración vocal de más raperos como Da Brat, Ludacris, Shawnna y Twenty II.
David Morales también ha hecho algunos remixes de la canción con nuevas grabaciones de la voz de Carey, entre ellos destaca el "Loverboy (Club of Love remix)".
El productor MJ Cole también ha hecho otros remixes con la voz original pero con una reestructuración.

## Formatos y listados de la pista
| Australia CD sencillo 1. «Loverboy» (featuring Cameo) 2. «Loverboy» (Remix featuring Da Brat and Ludacris) 3. «Loverboy» (Club of Love Remix) 4. «Loverboy» (MJ Cole Remix) 5. «Loverboy» (Dub Love Remix) Australia promocional CD sencillo 1. «Loverboy» (featuring Cameo) 2. «Loverboy» (David Morales Club of Love Mix) 3. «Loverboy» (Remix Featuring Da Brat & Ludacris) 4. «Loverboy» (MJ Cole Main Mix Radio Edit) 5. «Loverboy» (David Morales Drums Of Love Mix) Japón CD sencillo 1. «Loverboy» (featuring Cameo) 2. «Loverboy» (Remix featuring Da Brat and Ludacris) Europa CD maxi-sencillo 1. «Loverboy» (MJ Cole Remix) 2. «Loverboy» (MJ Cole Radio Edit) 3. «Loverboy» (MJ Cole London Dub Mix) 4. «Loverboy» (MJ Cole Instrumental) 5. «Loverboy» (Club of Love Remix) 6. «Loverboy» (Club of Love Radio Edit) 7. «Loverboy» (Dreamy Club of Love Radio Edit) 8. «Loverboy» (Dub of Love Remix) 9. «Loverboy» (Drums of Love) | Europa CD sencillo 1. «Loverboy» (featuring Cameo) 2. «Loverboy» (Remix featuring Da Brat and Ludacris) Reino Unido Sencillo Vinilo de 12" 1. «Loverboy» (Drums of Love) 2. «Loverboy» (Dub Love Remix) 3. «Loverboy» (MJ Cole London Dub Mix) Reino Unido Promocional Maxi-sencillo 1. «Loverboy» (featuring Cameo) 2. «Loverboy» (MJ Cole Remix) 3. «Loverboy» (Club of Love Remix) Estados Unidos CD maxi-sencillo 1. «Loverboy» (featuring Cameo) 2. «Loverboy» (Remix featuring Da Brat and Ludacris) 3. «Loverboy» (MJ Cole Remix) 4. «Loverboy» (MJ Cole Instrumental) 5. «Loverboy» (MJ Cole London Dub Mix) 6. «Loverboy» (Club of Love Remix) 7. «Loverboy» (Dub Love Remix) 8. «Loverboy» (Drums of Love) |

## Posicionamiento
| Listas (1995–96)                                 | Posición |
| ------------------------------------------------ | -------- |
| Australia                                        | 7        |
| Austria                                          | 66       |
| Bélgica (Flandés)                                | 49       |
| Bélgica (Valonia) Ultratop                       | 34       |
| Canadá                                           | 3        |
| Países Bajos                                     | 34       |
| Francia                                          | 54       |
| Alemania                                         | 57       |
| Irlanda                                          | 50       |
| Italia                                           | 13       |
| Japón                                            | 52       |
| Suecia                                           | 44       |
| Suiza                                            | 66       |
| Reino Unido                                      | 12       |
| Estados Unidos Billboard Hot 100                 | 2        |
| Estados Unidos Billboard Pop Songs               | 37       |
| Estados Unidos Billboard Hot R&B/Hip-Hop Songs   | 1        |
| Estados Unidos Billboard Hot R&B/Hip-Hop Airplay | 31       |
| Estados Unidos Billboard Dance/Club Play Songs   | 45       |

| Lista (1996)                       | Posición |
| ---------------------------------- | -------- |
| Estados Unidos (Billboard Hot 100) | 80       |

| Región                | Certficación |
| --------------------- | ------------ |
| Australia (ARIA)      | Oro          |
| Estados Unidos (RIAA) | Oro          |

1 "Loverboy (Remix) Mariah Carey Featuring Da Brat & Ludacris"